# جبل سماوة
جبل سماوة أو جبل سماوي وهو جبل موجود في صحراء النقب جنوب فلسطين، يقع الجبل من الجهة الجنوبية الغربية قريب من مصر، يصل ارتفاع هذا الجيل حتى 1006 مترًا فوق سطح البحر.